# Рябый Слуп
Рябый Слуп (бел. Рабы́ Слуп) — бывшая деревня в Смолевичском районе Минской области Республики Беларусь. 18 июня 2008 года вошла в состав города Смолевичи.

## География

### Расположение
В 2 километрах на восток от железнодорожной станции Смолевичи (на линии Минск — Орша), в 36 километрах от Минска.

## История
Название получила от урочища. Известна с 1920-х годов как хутор в составе Смолевичского сельсовета Смолевичского района Минского округа (до 26 июля 1930 года), с 20 февраля 1938 года — в Минской области. Во время Великой Отечественной войны погибли 12 местных жителей. В 1946—1947 годах выжившие евреи Смолевич перевезли на грузовике часть останков расстрелянных, чтобы похоронить их на кладбище у деревни. С 25 декабря 1962 года — в Минском районе, с 6 января 1965 года — в Смолевичском. В 1988 году — в составе совхоза имени В. И. Ленина с центром в городе Смолевичи. С 18 июня 2008 года находится в черте города Смолевичи.

## Население

### Численность
- 1996 год — 75 дворов, 215 жителей[5].

### Динамика
- 1926 год — 8 дворов, 29 жителей.
- 1988 год — 73 хозяйства, 220 жителей.
- 1996 год — 75 дворов, 215 жителей.